# Kristina Brandi
Kristina Brandi (San Juan, 29 de março de 1977) é uma ex-tenista profissional porto-riquenha.